# Салреу
Салреу (порт. Salreu; МФА: [sɐ.ˈɫɾew]) — парафія в Португалії, у муніципалітеті Ештаррежа. Розташована в західній частині країни, на теренах історичної португальської провінції Бейра. Входить до складу округу Авейру. За адміністративним поділом, чинним до 1976 року, терени парафії були складовою провінції Берегова Бейра. Належить до Авейрівської діоцезії Католицької церкви. Патрон — Мартин Турський. Площа — 16,5391 км². Населення — 3815 ос. (2011). Середньо урбанізований регіон. Густота населення — 230,67 осіб/км²
. Код — 010806.

## Географія

Ештаррежа (2013)
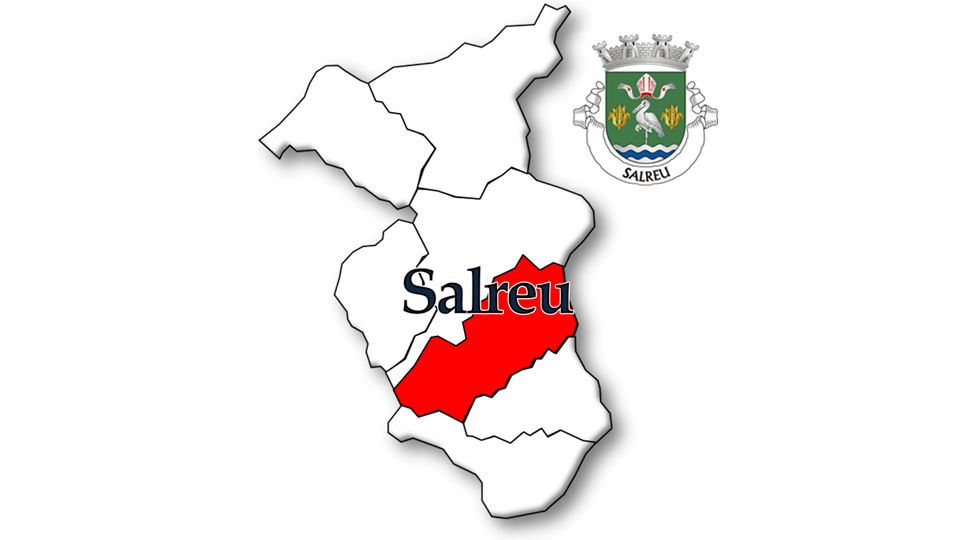
Сарлеу

## Населення
| Кількість мешканців | Кількість мешканців | Кількість мешканців | Кількість мешканців | Кількість мешканців | Кількість мешканців | Кількість мешканців | Кількість мешканців | Кількість мешканців | Кількість мешканців | Кількість мешканців | Кількість мешканців | Кількість мешканців | Кількість мешканців | Кількість мешканців |
| ------------------- | ------------------- | ------------------- | ------------------- | ------------------- | ------------------- | ------------------- | ------------------- | ------------------- | ------------------- | ------------------- | ------------------- | ------------------- | ------------------- | ------------------- |
| 1864                | 1878                | 1890                | 1900                | 1911                | 1920                | 1930                | 1940                | 1950                | 1960                | 1970                | 1981                | 1991                | 2001                | 2011                |
| 3.090               | 3.312               | 3.744               | 3.920               | 4.256               | 3.707               | 5.091               | 4.898               | 4.903               | 4.741               | 4.291               | 4.213               | 4.157               | 4.153               | 3.815               |